# Bogdan Krawczyk (hokeista)
Bogdan Krawczyk (ur. 27 września 1953 w Katowicach) – polski hokeista, reprezentant kraju.

## Kariera
- Baildon Katowice (1972–1982)
- Polonia Bytom (1982–1986)
- EV Ravensburg (1986–1988)
- GKS Katowice (1988–1989)
- EV Ravensburg (1989–1995)

Bogdan Krawczyk karierę rozpoczął w 1972 roku Baildonie Katowice, w którym występował do 1982 roku i w tym okresie trzykrotnie zdobywał wicemistrzostwo Polski (1974, 1975, 1976).
Następnie Bogdan Krawczyk został zawodnikiem Polonii Bytom, z którą dwukrotnie zdobywał mistrzostwo (1984, 1986) oraz wicemistrzostwo Polski (1983, 1985) oraz awansował do turnieju finałowego Pucharu Europy (5. miejsce) w sezonie 1984/1985. Z klubu odszedł po sezonie 1985/1986.
Następnym klubem w karierze Bogdana Krawczyka był klub 2. Bundesligi niemieckiej – EV Ravensburg, w którym występował do sezonu 1987/1988, zaś w sezonie 1988/1989 reprezentował barwy GKS-u Katowice, skąd wrócił do EV Ravensburg, gdzie po zakończeniu sezonu 1994/1995 w wieku 42 lat zakończył sportową karierę. Łącznie w ekstralidze polskiej rozegrał 494 mecze i strzelił 53 gole.
Zamieszkał w Ravensburgu.

## Kariera reprezentacyjna
Bogdan Krawczyk w latach 1977–1986 rozegrał 36 meczów w reprezentacji Polski. W okresie występów w reprezentacji Polski Bogdan Krawczyk uczestniczył w dwóch turniejach o mistrzostwo świata: (1977 – 2. miejsce w Grupie B, 1985 – awans do Grupy A).
Po wygraniu przez Polskę turnieju mistrzostw świata Grupy B w 1985 i uzyskanym awansie do Grupy A został odznaczony Brązowym Medalem za Wybitne Osiągnięcia Sportowe.

## Sukcesy
Reprezentacyjne
- Awans do Grupy A mistrzostw świata: 1985

Baildon Katowice
- Wicemistrzostwo Polski: 1974, 1975, 1976

Polonia Bytom
- Mistrzostwo Polski: 1984, 1986
- Wicemistrzostwo Polski: 1983, 1985
- Finał Pucharu Europy: 1985